# Gossypioides
Genre
Gossypioides est un genre de plantes à fleurs appartenant à la tribu des Gossypieae, dans la sous-famille Malvoideae.
L'espèce-type du genre est Gossypioides kirkii (en) (Mast.) J.B.Hutch, répertoriée au Mozambique, au Kenya, en Tanzanie et en Afrique du Sud.
Gossypioides kirkii est l'objet d'études de génomique et de génétique et en particulier le séquençage de son génome est en cours, car le genre Gossypioides est très proche du genre Gossypium dont font partie les espèces de cotonniers cultivées pour la production de fibre. Cependant, le nombre chromosomique de base de Gossypioides kirkii est 12 (2n=24 chromosomes, taille du génome estimée à 588 Mb), tandis qu'il est 13 pour les espèces du genre Gossypium (2n=26 pour les diploïdes, 2n=4X=52 pour les tétraploïdes, taille du génome de 880 Mb à 2460 Mb).

## Espèces
Gossypioides brevilanatum (Hochr.) J.B.Hutch.
Gossypioides kirkii (Mast.) Skovst. ex J.B.Hutch.

## Synonymes deGossypioides kirkii
Gossypioides kirkii (Mast.) J.B.Hutch., New Phytol. 46:132. 1947
Gossypium kirkii Mast., J. Linn. Soc., Bot. 19:214. 1882